# دبیرخانه بخش امبالانگودا
دبیرخانه بخش امبالانگودا (به لاتین: Ambalangoda Divisional Secretariat) یک منطقهٔ مسکونی در سری‌لانکا است که در ناحیه گاله واقع شده‌است.